# Sheer Heart Attack Tour
Sheer Heart Attack Tour – trasa koncertowa brytyjskiej grupy rockowej Queen promująca album Sheer Heart Attack. Trwała od 30 października 1974 do 1 maja 1975 i objęła Amerykę Północną (Stany Zjednoczone i Kanada), Europę i Japonię.

## Programy koncertów
1. „Procession”
2. „Now I’m Here”
3. „Ogre Battle”
4. „Father to Son”
5. „White Queen (as It Began)”
6. „Flick of the Wrist”
7. „In the Lap of the Gods”
8. „Killer Queen”
9. „The March of the Black Queen”
10. „Bring Back That Leroy Brown”
11. „Son and Daughter”
12. „Keep Yourself Alive”
13. „Seven Seas of Rhye”
14. „Stone Cold Crazy”
15. „Liar”
16. „In the Lap of the Gods... Revisited”

Bisy:
1. „Big Spender” (oprócz Japonii)
2. „Modern Times Rock'n'Roll” (oprócz Japonii)
3. „Jailhouse Rock”
4. „God Save the Queen” (z taśmy)

Pozostałe utwory (grane nieregularnie w Europie):
- „Stupid Cupid”
- „Be Bop A Lula"

Pozostałe utwory (grane nieregularnie w Japonii):
- „Hangman”
- „Great King Rat”
- „Doin' All Right”
- „See What A Fool I've Been”
- „Big Spender”
- „Modern Times Rock'n'Roll”

## Daty koncertów
| Data                          | Miasto        | Kraj              | Miejsce                       |
| ----------------------------- | ------------- | ----------------- | ----------------------------- |
| Pierwszy etap – Europa        |               |                   |                               |
| 30 października 1974          | Manchester    | Anglia            | Palace                        |
| 31 października 1974          | Hanley        | Anglia            | Victoria Hall                 |
| 1 listopada 1974              | Liverpool     | Anglia            | Empire Theatre                |
| 2 listopada 1974              | Leeds         | Anglia            | Leeds University              |
| 3 listopada 1974              | Coventry      | Anglia            | Coventry Theatre              |
| 5 listopada 1974              | Sheffield     | Anglia            | City Hall                     |
| 6 listopada 1974              | Bradford      | Anglia            | St. Georges Hall              |
| 7 listopada 1974              | Newcastle     | Anglia            | City Hall                     |
| 8 listopada 1974              | Glasgow       | Szkocja           | Apollo Theatre                |
| 9 listopada 1974              | Lancaster     | Anglia            | Lancaster University          |
| 10 listopada 1974             | Preston       | Anglia            | Guildhall                     |
| 12 listopada 1974             | Bristol       | Anglia            | Colston Hall                  |
| 13 listopada 1974             | Bournemouth   | Anglia            | Winter Gardens                |
| 14 listopada 1974             | Southampton   | Anglia            | Gaumont                       |
| 15 listopada 1974             | Swansea       | Walia             | Brangwyn Hall                 |
| 16 listopada 1974             | Birmingham    | Anglia            | Town Hall                     |
| 18 listopada 1974             | Oksford       | Anglia            | New Theatre                   |
| 19 i 20 listopada 1974        | Londyn        | Anglia            | Rainbow Theatre               |
| 23 listopada 1974             | Göteborg      | Szwecja           | ?                             |
| 25 listopada 1974             | Helsinki      | Finlandia         | Helsingin Kulttuuritalo       |
| 1 grudnia 1974                | Bruksela      | Belgia            | 140 Theatre                   |
| 2 grudnia 1974                | Monachium     | Niemcy            | ?                             |
| 4 grudnia 1974                | Frankfurt     | Niemcy            | ?                             |
| 5 grudnia 1974                | Hamburg       | Niemcy            | ?                             |
| 6 grudnia 1974                | Kolonia       | Niemcy            | ?                             |
| 7 grudnia 1974                | Singen        | Niemcy            | ?                             |
| 8 grudnia 1974                | Haga          | Holandia          | Congres Gebouw                |
| 10 grudnia 1974               | Barcelona     | Hiszpania         | ?                             |
| Drugi etap – Ameryka Północna |               |                   |                               |
| 5 lutego 1975                 | Columbus      | Stany Zjednoczone | The Agora                     |
| 7 lutego 1975                 | Dayton        | Stany Zjednoczone | Palace Theatre                |
| 8 lutego 1975 (dwa koncerty)  | Cleveland     | Stany Zjednoczone | Music Hall                    |
| 9 lutego 1975                 | South Bend    | Stany Zjednoczone | Morris Civic Auditorium       |
| 10 lutego 1975                | Detroit       | Stany Zjednoczone | Ford Auditorium               |
| 11 lutego 1975                | Toledo        | Stany Zjednoczone | Student Union Auditorium      |
| 14 lutego 1975                | Waterbury     | Stany Zjednoczone | Palace Theatre                |
| 15 lutego 1975 (dwa koncerty) | Boston        | Stany Zjednoczone | Opheum Theatre                |
| 16 lutego 1975 (dwa koncerty) | Nowy Jork     | Stany Zjednoczone | Avery Fisher Hall             |
| 17 lutego 1975                | Trenton       | Stany Zjednoczone | War Memorial                  |
| 19 lutego 1975                | Lewiston      | Stany Zjednoczone | Armory                        |
| 21 lutego 1975                | Passaic       | Stany Zjednoczone | Capitol Theatre               |
| 22 lutego 1975                | Harrisburg    | Stany Zjednoczone | Farm Arena                    |
| 23 lutego 1975 (dwa koncerty) | Filadelfia    | Stany Zjednoczone | Erlinger Theatre              |
| 24 lutego 1975                | Waszyngton    | Stany Zjednoczone | Kennedy Centre                |
| 5 marca 1975                  | La Crosse     | Stany Zjednoczone | Mary E. Sawyer Auditorium     |
| 6 marca 1975                  | Madison       | Stany Zjednoczone | ?                             |
| 7 marca 1975                  | Milwaukee     | Stany Zjednoczone | Uptown Ballroom               |
| 8 marca 1975                  | Chicago       | Stany Zjednoczone | Aragon Ballroom               |
| 9 marca 1975                  | Saint Louis   | Stany Zjednoczone | Keil Auditorium               |
| 10 marca 1975                 | Fort Wayne    | Stany Zjednoczone | Coliseum                      |
| 12 marca 1975                 | Atlanta       | Stany Zjednoczone | Municipal Auditorium          |
| 13 marca 1975                 | Charleston    | Stany Zjednoczone | Civic Auditorium              |
| 15 marca 1975                 | Miami         | Stany Zjednoczone | Marina                        |
| 18 marca 1975                 | Nowy Orlean   | Stany Zjednoczone | St. Bernard Civic Auditorium  |
| 20 marca 1975                 | San Antonio   | Stany Zjednoczone | Municipal Hall                |
| 23 marca 1975                 | Dallas        | Stany Zjednoczone | McFarlin Auditorium           |
| 25 marca 1975                 | Tulsa         | Stany Zjednoczone | Municipal Theatre             |
| 29 marca 1975 (dwa koncerty)  | Los Angeles   | Stany Zjednoczone | Santa Monica Civic Auditorium |
| 30 marca                      | San Francisco | Stany Zjednoczone | Winterland                    |
| 2 kwietnia 1975               | Edmonton      | Kanada            | Kindmens Fieldhouse           |
| 3 kwietnia 1975               | Calgary       | Kanada            | ?                             |
| 6 kwietnia 1975               | Seattle       | Stany Zjednoczone | ?                             |
| Trzeci etap – Japonia         |               |                   |                               |
| 19 kwietnia 1975              | Tokio         | Japonia           | Budokan Hall                  |
| 22 kwietnia 1975              | Nagoja        | Japonia           | Aichi Taiikukan               |
| 23 kwietnia 1975              | Kobe          | Japonia           | Nokusai Taikan                |
| 25 kwietnia 1975              | Fukuoka       | Japonia           | Kyden Taiikukan               |
| 28 kwietnia 1975              | Okayama       | Japonia           | Taiikukan                     |
| 29 kwietnia 1975              | Shizuoka      | Japonia           | Yamaha Tsumagoi Hall          |
| 30 kwietnia 1975              | Jokohama      | Japonia           | Bunkan Taiikukan              |
| 1 maja 1975                   | Tokio         | Japonia           | Budokan Hall                  |